# Giorgio Lingua
Giorgio Lingua (Fossano, Italija, 23. ožujka 1960.) katolički je biskup, pravnik i vatikanski diplomat. Od 2019. godine je apostolski nuncij u Hrvatskoj.

## Životopis

### Mladost i školovanje
Giorgio Lingua rođen je 23. ožujka 1960. godine u Fossanu u Italiji. Za svećenika biskupije Fossano zaređen je 10. studenoga 1984. godine. Doktorirao je iz područja kanonskog prava.

### Diplomatska služba
U diplomatsku službu Svete Stolice ušao je 1. srpnja 1992. godine. Diplomatsku službu obavljao je u Apostolskim nuncijaturama u Obali Bjelokosti, Sjedinjenim Američkim Državama, Italiji i Srbiji, te u Državnom tajništvu Svete Stolice. Od 2010. godine bio je apostolski nuncij u Iraku i u Jordanu, a od 2015. na Kubi.
Papa Franjo ga je 2019. godine imenovao apostolskim nuncijem u Republici Hrvatskoj, gdje je naslijedio Giuseppea Pinta.
Osim materinskog talijanskog jezika govori francuski, engleski i španjolski.

## Propovijedi i govori
- Propovijed na otvorenju godine dominikanskih jubileja  Arhivirana inačica izvorne stranice od 20. prosinca 2021. (Wayback Machine), Zagreb, 28. siječnja 2021.[2]
- Homilija na 61. obljetnicu smrti bl. Alojzija Stepinca, Krašić, 10. veljače 2021.[3]
- Govor na Međureligijskoj molitvi u Jasenovcu  Arhivirana inačica izvorne stranice od 20. prosinca 2021. (Wayback Machine), Jasenovac, 26. ožujka 2021.[4]
- Homilija na spomendan bl. Marije Propetog Isusa  Arhivirana inačica izvorne stranice od 20. prosinca 2021. (Wayback Machine), Blato na Korčuli, 9. srpnja 2021.[5]
- Homilija na spomendan sl. Božje Marice Stanković, Zagreb, 8. listopada 2021.[6]

## Vanjske poveznice
Mrežna mjesta
- Apostolska nuncijatura u RH, hbk.hr